# Grebaštica
Grebaštica (tal. Sebenico Vecchio (Stari Šibenik)) je naselje u sklopu Grada Šibenika koja se sastoji iz Gornje i Donje Grebaštice.

## Zemljopis
Grebaštica je naselje u Šibensko-kninskoj županiji, smješteno u istoimenom zaljevu, 14 km južno od Šibenika. To je jedan od najdubljih zalijeva u šibensko-kninskoj županiji koji privlači nautičare tijekom cijele godine.

## Povijest
Naseljenosti na prostoru Grebaštice postoji od rimskih vremena, o čemu svjedoče brojni ostatci rimske arhitekture. U pisanim izvorima Grebaštica se prvi spominje 1298. godine kao "Grebac".

## Stanovništvo
Većinu čine Hrvati.
| broj stanovnika | 317   |       | 310   | 319   | 367   | 396   | 425   | 538   | 714   | 830   | 907   | 788   | 774   | 837   | 893   | 937   | 890   |
|                 | 1857. | 1869. | 1880. | 1890. | 1900. | 1910. | 1921. | 1931. | 1948. | 1953. | 1961. | 1971. | 1981. | 1991. | 2001. | 2011. | 2021. |

## Gospodarstvo
Lokalno stanovništvo bavi se poljoprivredom, turizmom i ribarstvom. U zadnjih 15-ak godina turizam postaje kao glavna gospodarska grana.

## Spomenici i znamenitosti
Najvažniji spomenici kulture grebaškog područja su svakako srednjovjekovni obrambeni zid smješten na poluotoku Oštrica i župna crkva Svete Marije i Svetog Petra. Oba spomenika kulture danas uživaju zaštitu Ministarstva kulture Republike Hrvatske. Grebaštica pripada župi sv. Marija, koja pripada Šibenskoj biskupiji.
Obrambeni zid zvan “Bedem” na poluotoku Oštrica sagrađen je 1497. godine. Gradnju bedema sagrađenog protiv učestalih turskih navala financijski je potpomogao mletački dužd August Barbarigo. Zidine se prostiru s jedne strane poluotoka Oštrica na drugu, te su 6 – 9 m visoke i 60 – 80 cm široke. Prvotno su se zidine koristile kao sklonište od turskih napada, poslije su korištene kao karantena za oboljele od kuge. Tijekom 17. stoljeća se turska opasnost smanjuje, te obrambeni zid kao jedna od dvije obrambene mletačke fortifikacije gubi na važnosti.
Poslije su stanovnici Grebaštice koristili zidine kao sklonište od gusarskih napada britanskih brodova, a svoju funkciju je čitava fortifikacija izgubila kroz prvu polovinu 19. stoljeća. Danas se obrambeni bedem smatra simbolom mjesta Grebaštica, a poluotok Oštrica je, osim po fortifikaciji, također poznat i po muflonima, koji tamo borave.
Župna crkva Svete Marije i Svetog Petra dvojni je sakralni objekt funkcionalno povezan. Crkva Sv. Marije je sjeverni, a crkva Sv. Petra južni objekt. Obje crkve su građene od kamena. Crkva Sv. Petra je izgrađena u 15. stoljeću, a sagradio ju je jedan od prvih graditelja šibenske katedrale Sv. Jakova, Antonio Busato. U 17. stoljeću je uz crkvu Sv. Petra sagrađena crkvica Sv. Marije na mjestu prijašnje crkvice sagađene u 15. stoljeću, a koju su vjerojatno spalili Turci.

## Vanjske poveznice
- Turistička zajednica Grebaštica